# Slobodan Bitević
Slobodan Bitević, né le 17 août 1988 à Alibunar, est un karatéka serbe. 

## Carrière
Il a remporte la médaille d'or dans la catégorie des moins de 84 kg aux championnats d'Europe de karaté en 2010 à Athènes et 2011 à Zurich puis dans celle des plus de 84 kg aux championnats d'Europe de karaté 2015 à Istanbul. Il est médaillé d'argent dans la catégorie des moins de 80 kg aux championnats d'Europe de karaté 2008 et médaillé de bronze  dans la catégorie des moins de 84 kg aux  championnats d'Europe de karaté 2012.
Il est médaillé de bronze de kumite par équipes aux Championnats d'Europe de karaté 2018, médaillé de bronze en plus de 84 kg aux Jeux méditerranéens de 2018 puis médaillé d'or dans cette catégorie aux Championnats d'Europe de karaté 2019.